# Carbotanio
Il carbotanio è una combinazione di titanio e carbonio, caratterizzata da una grande resistenza allo snervamento abbinata a moduli di elasticità . Quando la combinazione viene incollata in modo adesivo, entrambe le parti si avvicinano alla massima resistenza allo snervamento.

## Proprietà
I componenti del carbotanio; la fibra di carbonio e il titanio, sono tessuti insieme per formare un materiale forte e leggero, in grado di resistere molto bene a calore e tensione. Questo perché la fibra di carbonio ha il più alto rapporto resistenza/densità di qualsiasi fibra, mentre il titanio ha il più alto rapporto resistenza/densità di qualsiasi metallo attuale. Di conseguenza, il carbotanio può resistere a temperature fino a circa 315 °C. Le sue proprietà sono una miscela tra quelle di una lega di titanio e di una fibra di carbonio.

## Produzione
I compositi di titanio e carbonio sono combinati prima mediante levigazione del titanio da incollare, rivestendolo con platino. Il titanio viene quindi invecchiato riscaldando il campione in un forno a 500 gradi Celsius per diverse ore. Una vernice di base viene quindi spruzzata sul titanio. Successivamente, viene applicato del collante sul lato verniciato titani, e, infine, il carbonio viene applicato sul titanio. Ciò consente al composito di carbonio di legarsi saldamente al titanio.

## Usi

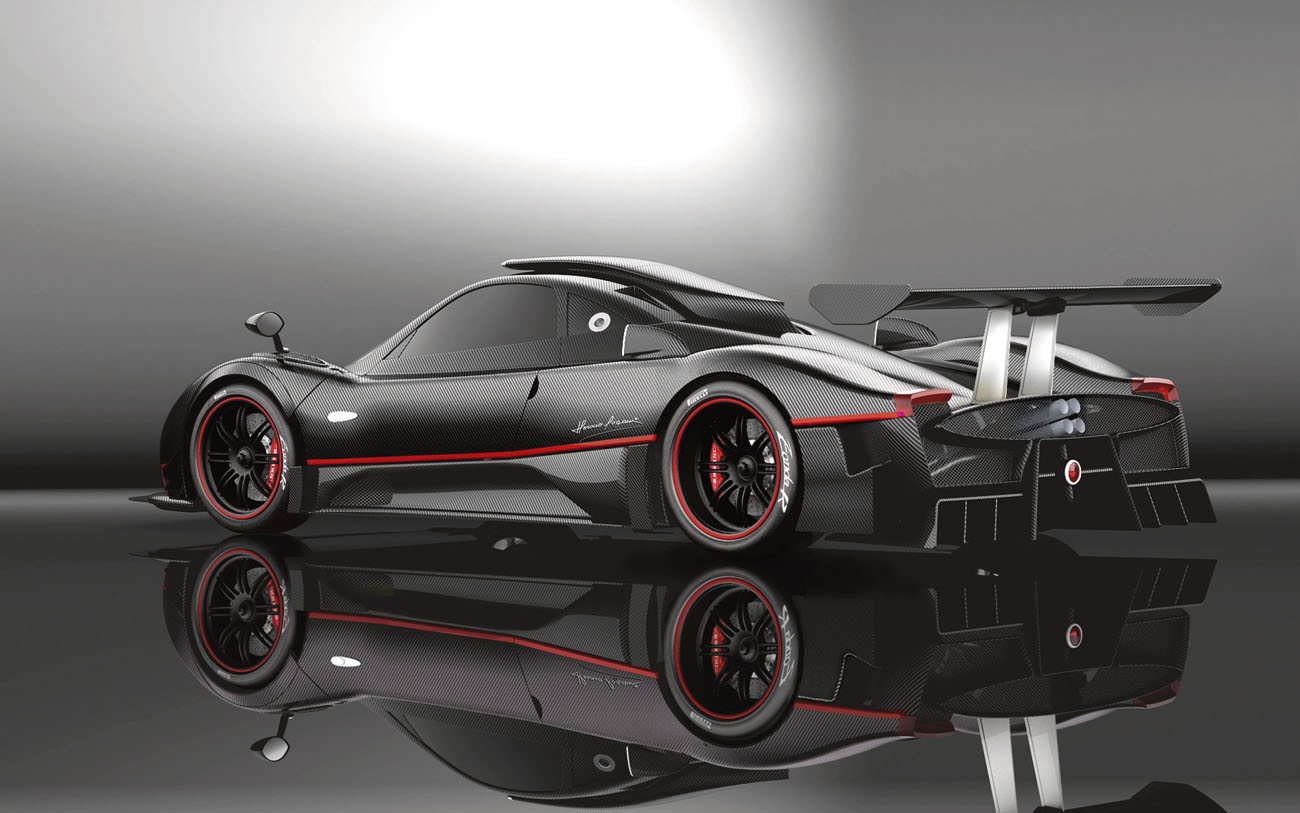
La Pagani Zonda R, ricavata dal carbotanio

Il carbotanio è stato brevettato e inventato dalla Modena Design, il braccio di produzione e di consulenza in compositi di carbonio della casa automobilistica italiana Pagani . La Pagani ha applicato questo tessuto sulle loro supercar, come la Zonda R e la Huayra. Hanno anche usato altre varianti di compositi di metallo.